# Flavius Monaxius
Flavius Monaxius (en Μονάξιος) est un homme politique romain du Ve siècle. Durant le début du règne de l'empereur romain d'Orient Théodose II, il fut préfet de Constantinople et deux fois préfet du prétoire d'Orient. Il est nommé consul pour l'année 419.    

## Biographie
Monaxius est décrit dans la Vita Hypatii de Callinicos comme un homme éduqué. 
Il exerce la charge de préfet de Constantinople de 408 à 409. Durant la deuxième année de son mandat, il doit affronter des émeutes de la faim à Constantinople. La foule en colère brûle ses bureaux (le praetorium) et s'empare de son char officiel, qu'elle traîne à travers la ville. Le général Varanes doit intervenir pour calmer les manifestants. 
En 414, Monaxius succède à Anthémius comme préfet du prétoire d'Orient pendant une courte période, avant d'être remplacé par Aurélien. Il est à nouveau nommé à cette fonction en 416, jusqu'en 420. Durant cette période, il fait construire un bâtiment public à Périnthe en Thrace, qui est probablement une église. 
En 419, il est nommé consul prior avec Flavius Plintha. 
Quatre de ses esclaves rejoignent le monastère d'Hypatios contre sa volonté, selon le biographe de ce dernier Callinicos,. 